# Allopachria quadripustulata
Allopachria quadripustulata là một loài bọ cánh cứng trong họ Bọ nước. Loài này được Zimmermann miêu tả khoa học năm 1924.